# George Edwin Bissell
George Edwin Bissell (n. New Preston, Connecticut; 16 de febrero de 1839 - f. 30 de agosto de 1920) fue un escultor de Estados Unidos.

## Datos biográficos
Bissell nació en New Preston, Connecticut, hijo de un cantero y tallista de mármol. Durante la Guerra de Secesión sirvió como soldado raso en el 23 regimiento de Voluntarios de Connecticut en el Departamento del Golfo (1862-1863), ascendido a cabo en el momento de la lucha fue nombrado tesorero adjunto del Escuadrón del Atlántico Sur. Al término de la guerra se unió en el negocio de mármol de su padre en Poughkeepsie, Nueva York.
Estudió el arte de la escultura en el extranjero de 1875 a 1876, y vivió en París durante el periodo comprendido entre 1883 y 1896, con ocasionales viajes a Estados Unidos.

## Obras
Entre las mejores y más conocidas obras de George Edwin Bissell se incluyen los monumentos a los soldados y marineros, y una estatua del Coronel Chatfield en Waterbury, Connecticut; y estatuas del General Horatio Gates en Saratoga, Nueva York; del Canciller John Watts en el cementerio de la Iglesia de la Trinidad, Nueva York; del Coronel Abraham de Peyster en Bowling Green (ciudad de Nueva York); de Abraham Lincoln en Edimburgo y Clermont, Iowa; de Burns y Highland Mary, en Ayr, Escocia; del Canciller James Kent, en la Biblioteca del Congreso, Washington D. C.; de un soldado de la Guerra Civil, en el Town Green en Colchester, Conectica; y del Presidente Arthur en Madison Square, Nueva York.
Bissell también creó trabajos más pequeños, entre ellos el busto del presidente Abraham Lincoln, así como una estatuilla más grande del presidente.

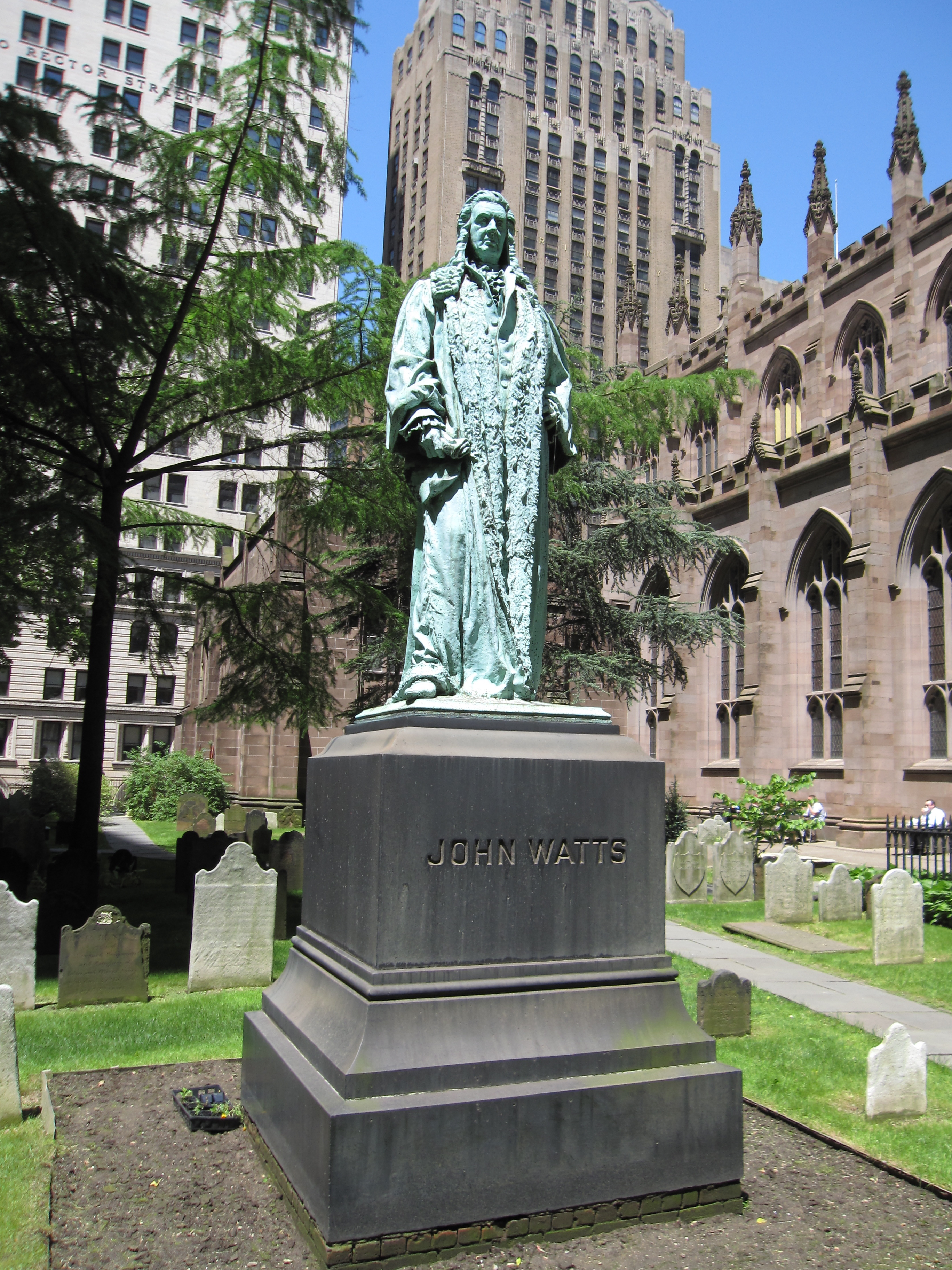
Canciller John Watts en el cementerio de la Iglesia de la Trinidad , Nueva York.
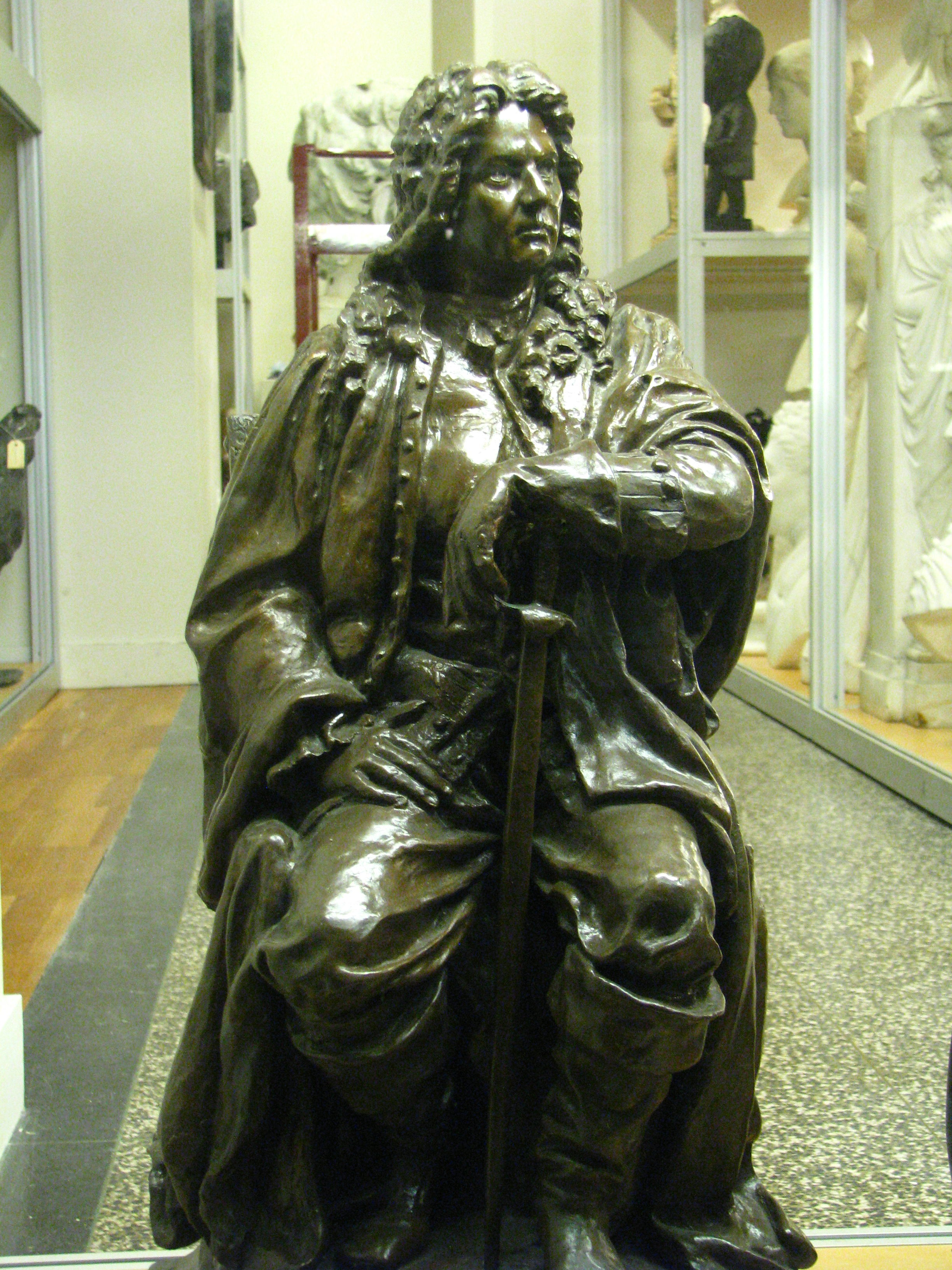
Abraham DePeyster, en la Sociedad Histórica de Nueva York.